# Phyllogaster
Phyllogaster is een geslacht van schimmels behorend tot de familie Agaricaceae. Het geslacht bevat een soort, namelijk: Phyllogaster pholiotoides.